# Conselho de Tutela das Nações Unidas
O  Conselho de Tutela das Nações Unidas,  também referido como Conselho de Administração Fiduciária das Nações Unidas,  foi um dos principais órgãos da Organização das Nações Unidas. Foi criado especialmente para ajudar a garantir que territórios hoje não governados por si mesmos sejam administrados no maioritário interesse dos habitantes locais e que haja segurança e paz internacionais. Os territórios sob tutela - muitos destes formados de mandatos da Sociedade das Nações ou de territórios derrotados pegos após a Segunda Guerra Mundial - tem todos atingido o auto-governo ou independência, quer separando nações ou quer juntando países já independentes. O último foi Palau, que se tornou um Estado membro das Nações Unidas em dezembro de 1994.

## Estado atual
Com sua missão cumprida, o Conselho de Tutela suspendeu suas operações em 1º de novembro de 1994 e, embora sob a Carta das Nações Unidas, o conselho continua a existir em documentos; seus papéis futuros e até mesmo a sua existência permanece incerta. O Conselho de Tutela é, atualmente, (desde 2005) administrado por Michel Duclos, como Adam Thomson sendo o vice-presidente, embora o atual direito executivo dos agentes é de se reuinir com outros agentes da ONU em questão. Inicialmente, eles se reuniam anualmente, porém, de acordo com um comunicado de imprensa da ONU de sua sessão em 2004:
| “ | O Conselho alterou as suas regras de procedimento para eliminar a obrigação de reunir-se anualmente e decidiu apenas se reunir em uma ocasião necessária. Ela agora atende por sua própria decisão, a decisão de seu presidente, a pedido da maioria de seus membros, ou a um pedido da Assembleia Geral ou Conselho de Segurança da ONU. | ” |

## Perspectivas futuras
A formal eliminação do Conselho de Tutela requer uma revisão na Carta das Nações Unidas, razão pela qual não se tem avançado nesta intenção.
O relatório da Comissão de Governance Global de 1994 recomenda uma expansão do Conselho de Tutela. A sua teoria é a de que um órgão regulador internacional é necessário para proteger a integridade ambiental sobre os dois terços da superfície do mundo que estão fora das jurisdições nacionais.
Em março de 2005, no entanto, o Secretário Geral da ONU Kofi Annan propôs uma grande reforma na Organização das Nações Unidas, incluindo uma expansão do Conselho de Segurança. Como esta reestruturação implicaria mudanças significativas na Carta das Nações Unidas, Annan propôs então a eliminação por completo do Conselho de Tutela como uma parte destas reformas.